# Eugène Desmares
Pour les articles homonymes, voir Desmares.
Auguste Eugène Desmares, dit parfois Victor-Eugène Desmares, né le 25 mai 1807 à Paris et mort à Saint-Pétersbourg le 10 novembre 1839, est un auteur dramatique et poète français. 

## Biographie
Fils de l'actrice Thérèse-Nicole Desmares et beau-frère d'Emmanuel Théaulon, journaliste, il est un des fondateurs du Vert-Vert et était le propriétaire du Tintamarre. Ses pièces ont été représentées au Théâtre du Palais-Royal. Il était l’impresario, l'ami et l'amant de Marie Taglioni à qui il destina des poèmes et des lettres et l'accompagna en Russie. Il y meurt brutalement.
Au moment de son mort, Marie Taglioni écrit à Léandre Vaillat : « Vous aurez peut-être déjà appris le coup affreux qui vient de me frapper dans la mort de Monsieur Des Mares, plaignez-moi j’en ai besoin, me consoler c’est impossible, le temps le fera, peut-être, vous comprenez n’est-ce pas tout ce que je dois souffrir vous qui l’avez connu, vous qui avez vu tout son dévouement pour moi, oh j’ai beaucoup perdu, j’étais si heureuse il me fallait ma page noire, cependant je ne me croyais pas tant de courage voici un mois est demi qu’il n’est plus [...] et je ne pleure pas toujours. Sa maladie a été très courte 15 jours, mais il a beaucoup souffert, il est mort comme un ange ». 
Une lettre d'Adolphe Adam à son frère, sur le même événement, s'avère moins délicate : « Le malheureux a succombé à l'ennui, aux cigares et au vin de Champagne. La vie qu'il menait ici n'était pas amusante. Il n'a pas été longtemps malade et personne ne croyait à sa maladie. Il criait comme un possédé, puis après avalait une bouteille de vin de Champagne... ».

## Œuvres
- Les Français en Afrique, 1830
- Les Métamorphoses du jour, ou la Fontaine en 1831, 2 vol, Delaunay, 1831
- Humour, Angleterre, Irlande, Écosse, voyage sur mer en quarante-six postes avec quatre cents coups de fouet, poème, Delaunay, 1832
- Le Voyage à frais communs, comédie-vaudeville en cinq actes, avec Emmanuel Théaulon, 1833
- La Gageure des trois commères, imitée du conte de La Fontaine, vaudeville grivois en 5 acte, 1833
- La France pittoresque, ou la Reine des vendanges..., tableau-vaudeville en un acte, avec Théaulon, 1834
- St-Pétersbourg, à Sa Majesté l'Empereur de toutes les Russies, Lange-Lévy, 1838